# Alnus fauriei
Alnus fauriei là một loài thực vật có hoa trong họ Betulaceae. Loài này được H.Lév. & Vaniot mô tả khoa học đầu tiên năm 1904.